# Block (entreprise)
Pour les articles homonymes, voir Block.
Block, anciennement Square, est une entreprise américaine spécialisée dans le paiement mobile et le paiement électronique. Elle est basée à San Francisco. 

## Histoire
Square est fondée en 2009 par Jack Dorsey et Jim McKelvey (en).
En 2013, Square rachète Viewfinder.
Comptant plus de deux millions d'utilisateurs, l'entreprise est introduite en bourse sur le New York Stock Exchange depuis novembre 2015.
En août 2021, Square annonce l'acquisition d'Afterpay, une entreprise australienne spécialisée dans le paiement fractionné, pour 29 milliards de dollars.
En décembre 2021, Square annonce changer de nom, en prenant Block comme nouvelle dénomination.
En mars 2025, Block annonce à son personnel son intention de licencier près de 1 000 employés.
Le 23 juillet 2025, Block est ajouté à l’indice S&P 500, en remplacement de Hess Corporation.